# Dżabraił Dżabraiłow
Dżabraił Dżabraiłow (ur. 21 października 1973 w Machaczkale) – rosyjski bokser i kickbokser.

## Kariera
Rozegrał 26 zawodowych walk bokserskich. 19 z nich zakończyło się jego zwycięstwem (w tym 11 przez nokaut), 5 porażką (w tym 2 przez nokaut), 2 remisem. Walki te stoczył w latach 1996–2004, ostatnią z nich była przegrana walka z Tomaszem Adamkiem. Następnie w kick-boxingu dwukrotnie zdobył mistrzostwo świata.
W listopadzie 2016 w mediach pojawiła się fałszywa informacja o rzekomej śmierci boksera.